# Carmel (Maine)
Carmel es un pueblo ubicado en el condado de Penobscot en el estado estadounidense de Maine. En el Censo de 2010 tenía una población de 2.794 habitantes y una densidad poblacional de 29,24 personas por km².

## Geografía
Carmel se encuentra ubicado en las coordenadas 44°48′2″N 69°0′11″O / 44.80056, -69.00306. Según la Oficina del Censo de los Estados Unidos, Carmel tiene una superficie total de 95.56 km², de la cual 94.61 km² corresponden a tierra firme y (0.99%) 0.95 km² es agua.

## Demografía
Según el censo de 2010, había 2.794 personas residiendo en Carmel. La densidad de población era de 29,24 hab./km². De los 2.794 habitantes, Carmel estaba compuesto por el 97.57% blancos, el 0.5% eran afroamericanos, el 0.5% eran amerindios, el 0.21% eran asiáticos, el 0.04% eran isleños del Pacífico, el 0.25% eran de otras razas y el 0.93% pertenecían a dos o más razas. Del total de la población el 0.79% eran hispanos o latinos de cualquier raza.